# Trithionate
Le trithionate est un oxyanion du soufre. C'est la base conjuguée de l'acide trithionique (H2O6S3). Cette molécule est impliquée dans le métabolisme des bactéries sulfato-réductrices.

## Métabolisme du soufre

### Sulfite réductase dissimilatoire
La sulfite réductase dissimilatoire (EC 1.8.99.5), une oxydoréductase de procaryote, catalyse une réaction réversible impliquant le trithionate et produisant, entre autres, du bisulfite.

### Trithionate hydrolase
La trithionate hydrolase (EC 3.12.1.1) est une hydrolase dont les substrats sont le trithionate et l'eau.